# Johan Jönson
Johan Jönson (ur. 19 lipca 1966 w Borås) – szwedzki pisarz i poeta.
Urodzony w Borås, dorastał w Sundsvallu, obecnie mieszka w Sztokholmie. Zadebiutował w 1992 roku tomem Som samplingsdikter. Uznanie i popularność przyniósł mu zbiór Efter arbetsschema z 2008 roku, który przyniósł mu Nagrodę Literacką dziennika Aftonbladet oraz nominację do Nagrody Literackiej Rady Nordyckiej.
Za Składający się z dwóch części tom Marginalia/Xterminalia z 2019 roku otrzymał Nagrodę Poetycką Szwedzkiego Radia i był po raz kolejny nominowany do Nagrody Literackiej Rady Nordyckiej.
Uważany za jednego z najważniejszy współczesnych szwedzkich poetów.

## Twórczość
- Som samplingsdikter (1992)
- Näst sista våldet (1994)
- I krigsmaskinen (2001–2002). W jego skład wchodzi pięć oddzielnych książek
  - Nod noll (2001)
  - Minnen av kroppar i rörelse och vila (2001)
  - Karma inertia (2001)
  - Aggregat som muterar (2002)
  - Transvektor (2002)
- Virus (2004)
- Monomtrl (2005)
- Collobert orbital (2006)
- Restaktivitet (2007)
- Efter arbetsschema (2008)
- Livdikt (2010)
- med. bort. in. (2012)
- mot. vidare. mot. (2014)
- dit. dit. hään. (2016)
- Marginalia / Xterminalia (2019)
- ProponeisiS (2021)
- NOLLAMORFA: (2023)

## Nagrody i wyróżnienia
- 2008 – Nagroda literacka dziennika Afronbladet
- 2009 – nominacja do Nagrody Literackiej Nagrody Nordyckiej za tom Efter arbetsschema
- 2009 – nominacja do Nagrody Literackiej Norrlandii
- 2009 – stypendium Alberta Bonniera dla młodych pisarzy
- 2010 – nominacja do Nagrody Augusta za tom Livdikt
- 2012 – Eyvind Johnson-priset
- 2014 – Albert Bonniers stipendiefond för svenska författare
- 2015 – nominacja do Nagrody Literackiej Norrlandii
- 2016 – nominacja do nagrody kulturalnej dziennika Västerbottens-Kuriren
- 2017 – Gerard Bonniers lyrikpris
- 2017 – International Poetry Award of Novi Sad (Serbia)
- 2020 – nominacja do Nagrody Literackiej Norrlandii
- 2020 – Nagroda Poetycka Szwedzkiego Radia
- 2020 – nominacja do Nagrody Literackiej Nagrody Nordyckiej
- 2021 – Stiftelsen Natur och kulturs särskilda stipendium
- 2022 – Lars Ahlin-priset